# Diecezja Greensburga
Diecezja Greensburga (łac. Dioecesis Greensburgensis, ang. Diocese of Greensburg) jest diecezją Kościoła rzymskokatolickiego w metropolii Filadelfia w Stanach Zjednoczonych. Swym zasięgiem obejmuje południowo-zachodnią część stanu Pensylwania.

## Historia
Diecezja została kanonicznie erygowana 10 marca 1951 roku przez papieża Piusa XII. Wyodrębniono ją z diecezji Pittsburgh. Pierwszym ordynariuszem został dotychczasowy biskup pomocniczy Filadelfii Hugh Louis Lamb (1890-1959).

## Ordynariusze
- Hugh Louis Lamb (1951–1959)
- William Graham Connare (1960–1987)
- Anthony Bosco (1987–2004)
- Lawrence Brandt (2004–2015)
- Edward Malesic (2015-2020)
- Larry J. Kulick (od 2021)